# Plateau de Brabois
Le plateau de Brabois est un relief situé principalement au sein de la commune de Vandœuvre-lès-Nancy et Villers-lès-Nancy, dans le département de Meurthe-et-Moselle, au sud-ouest de l'agglomération de Nancy.
D'une surface d'environ 500 hectares, le plateau est majoritairement boisé de résineux. Il culmine à 404 mètres d'altitude.

## Histoire
L'Hippodrome de Nancy-Brabois y a été inauguré en 1927.
Le Technopôle de Nancy-Brabois y a été implanté à partir de la fin des années 1970.

## Lieux d’intérêts
- École nationale supérieure de géologie
- Technopôle de Nancy-Brabois
- Centre hospitalier régional et universitaire de Nancy
- Hippodrome de Nancy-Brabois
- École nationale supérieure d'électricité et de mécanique
- Institut universitaire de technologie de Nancy-Brabois